# Roger Michelot
Roger Michelot   (Saint-Dizier, 8 de juny de 1912 - Toló, 19 de març de 1993) va ser un boxejador francès que va competir durant la dècada de 1930.
El 1932 va prendre part en els Jocs Olímpics d'Estiu de Los Angeles, on fou quart en la prova del pes mitjà del programa de boxa. Quatre anys més tard, als Jocs de Berlín, guanyà la medalla d'or de la categoria del pes semipesant en guanyar la final a l'alemany Richard Vogt.
Durant el viatge de vuit dies fins a Los Angeles l'any 1932, Michelot no va deixar d'entrenar a la coberta del transatlàntic i als passadissos del tren. Aquesta aventura va inspirar Gérard Oury per a determinades escenes de la pel·lícula Campió de campions.